# Susi Air
La PT ASI Pudjiastuti Aviation, operante con il nome di Susi Air, è una compagnia aerea di linea e charter con sede a Pangandaran, sull'isola di Giava, Indonesia. Il 60% delle attività della compagnia serve regolari rotte commerciali, la restante parte opera voli charter.
La compagnia, al momento, opera da diverse basi sparse nell'arcipelago indonesiano. La Susi Air è stata inserita dalla direzione generale dell'aviazione civile indonesiana (Direktorat Jenderal Perhubungan Udara) nella categoria 2 per la qualità della sicurezza.

## Storia
La Susi Air fu fondata alla fine del 2004 da Susi Pudjiastuti, ed era inizialmente finalizzata al trasporto cargo di pesce della società sorella PT ASI Pudjiastuti, poiché il trasporto via terra fino a Giacarta durava circa 12 ore, troppo per mantenere freschi i prodotti, destinati principalmente a ristoranti e commercianti.
Il terremoto del 2004 sotto l'Oceano Indiano provocò diversi tsunami lungo le coste occidentali di Sumatra. I due nuovi Cessna Grand Caravan, appena ordinati dalla Susi Air, vennero immediatamente richiesti in servizio per trasportare equipaggiamenti e medicine per le agenzie umanitarie. Uno dei due velivoli fu il primo in assoluto ad atterrare ad Aceh dopo lo tsunami.
Nel corso del 2005 gli aerei della Susi Air svolsero servizi charter per conto di alcune ONG ad Aceh e nel giro di poco tempo la compagnia guadagnò soldi sufficienti per l'acquisto di un altro aeroplano nel 2006.
Il terzo Grand Caravan permise di iniziare voli di linea da Medan, la capitale di Sumatra Settentrionale. Alla fine del 2006, questo aereo venne spostato a Jayapura, Papua, dove venne stabilita una base in uno dei territori più impegnativi e stimolanti al mondo dal punto di vista del volo.
Un quarto Grand Caravan venne aggiunto alla flotta all'inizio del 2007, insieme all'introduzione di un nuovo velivolo, il Diamond DA42, da utilizzare sia per voli charter sia per l'addestramento dei propri piloti. Entro la fine del 2007 ulteriori quattro Grand Caravan si aggiunsero alla flotta, insieme a due nuovi Pilatus PC-6 Turbo Porter.
Nel 2008 venne aggiunto alla flotta un Diamond DA40, utilizzato dalla Susi Air Flying School basata nel quartier generale della compagnia a Pangandaran, Giava Occidentale, promuovendo in tal modo l'addestramento di piloti locali. Il nono ed il decimo Grand Caravan arrivarono rispettivamente a maggio ed a settembre, continuando la crescita della compagnia. Ad ottobre il Diamond DA40 ebbe una piantata motore e fu costretto ad un atterraggio forzato vicino Bandung.

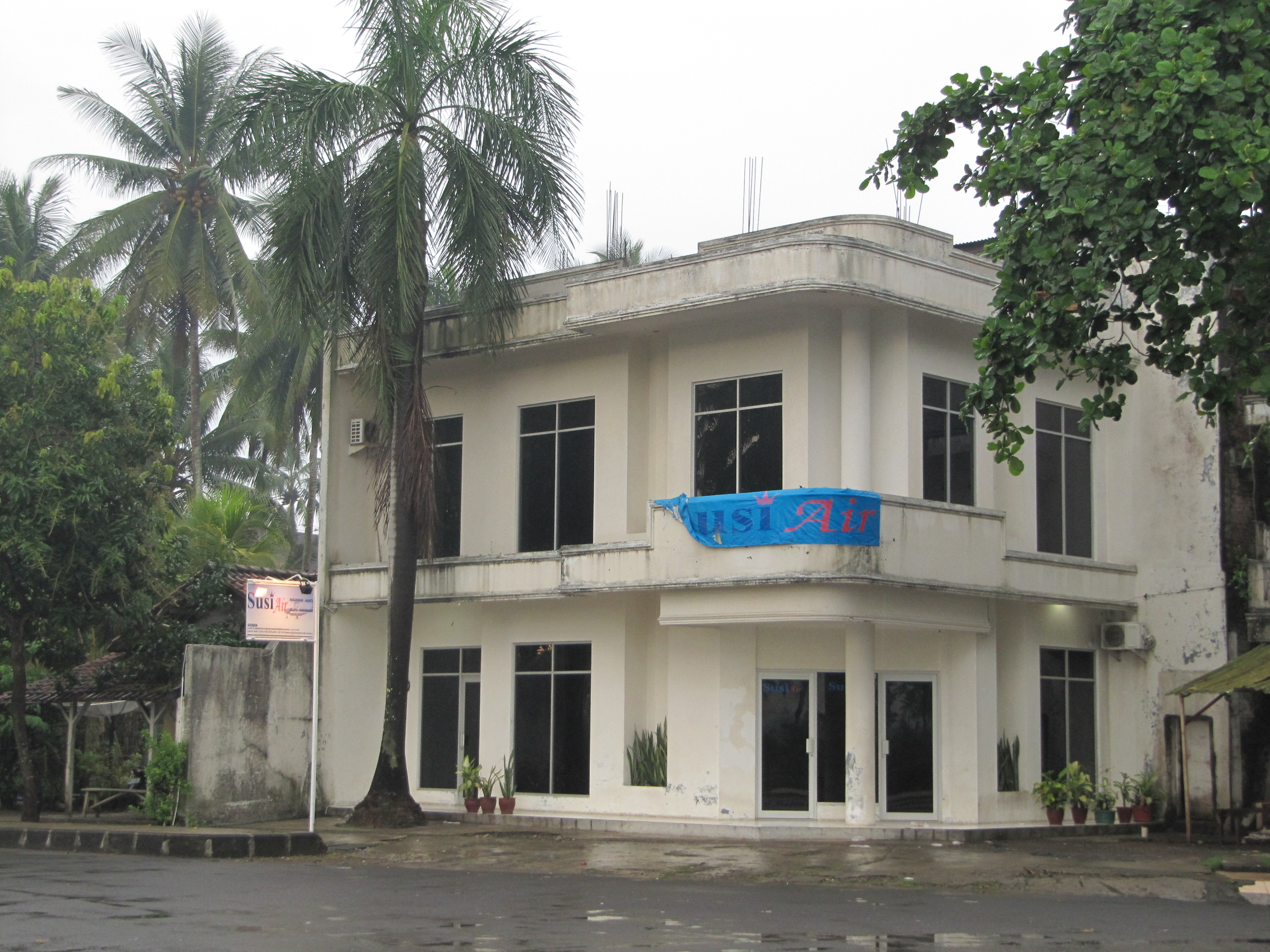
La sede di Susi Air a Pangandaran

Nell'aprile del 2009 arrivò il primo Grand Caravan equipaggiato con strumentazione Garmin G1000 e un secondo lo seguì poco dopo. A luglio dello stesso anno si aggiunse alla flotta il primo Piaggio P180 Avanti.

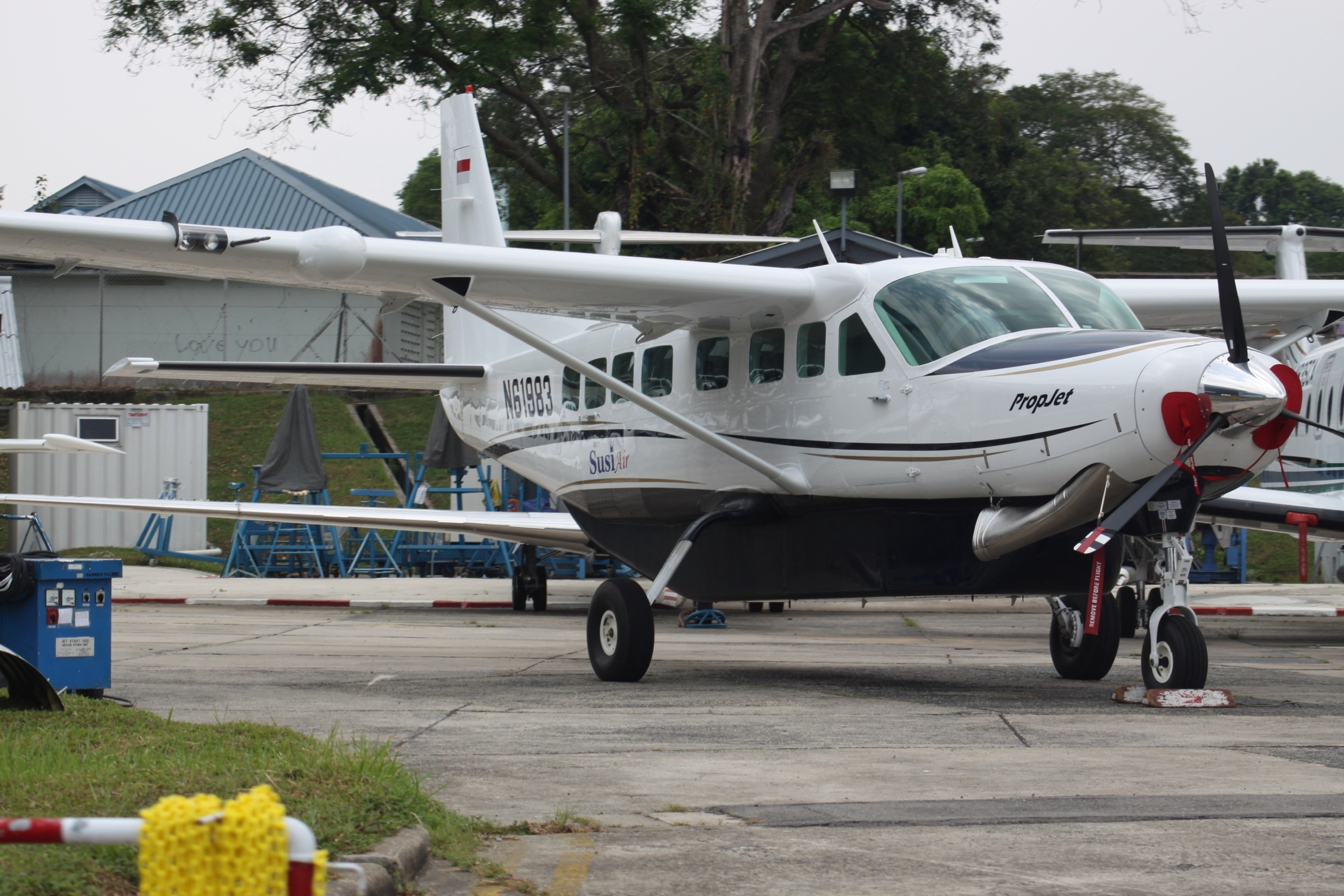
Cessna Grand Caravan

La Susi Air è nota in Indonesia per assumere piloti stranieri oltreoceano, prevalentemente da molti paesi occidentali a causa della mancanza di piloti locali. In Indonesia vigono severi regolamenti riguardo al numero di impiegati stranieri che una società può assumere, tuttavia, in un articolo di giornale del 2011, Susi Pudjiastuti dichiarava che dei suoi 179 piloti, ben 175 erano stranieri.

## Destinazioni

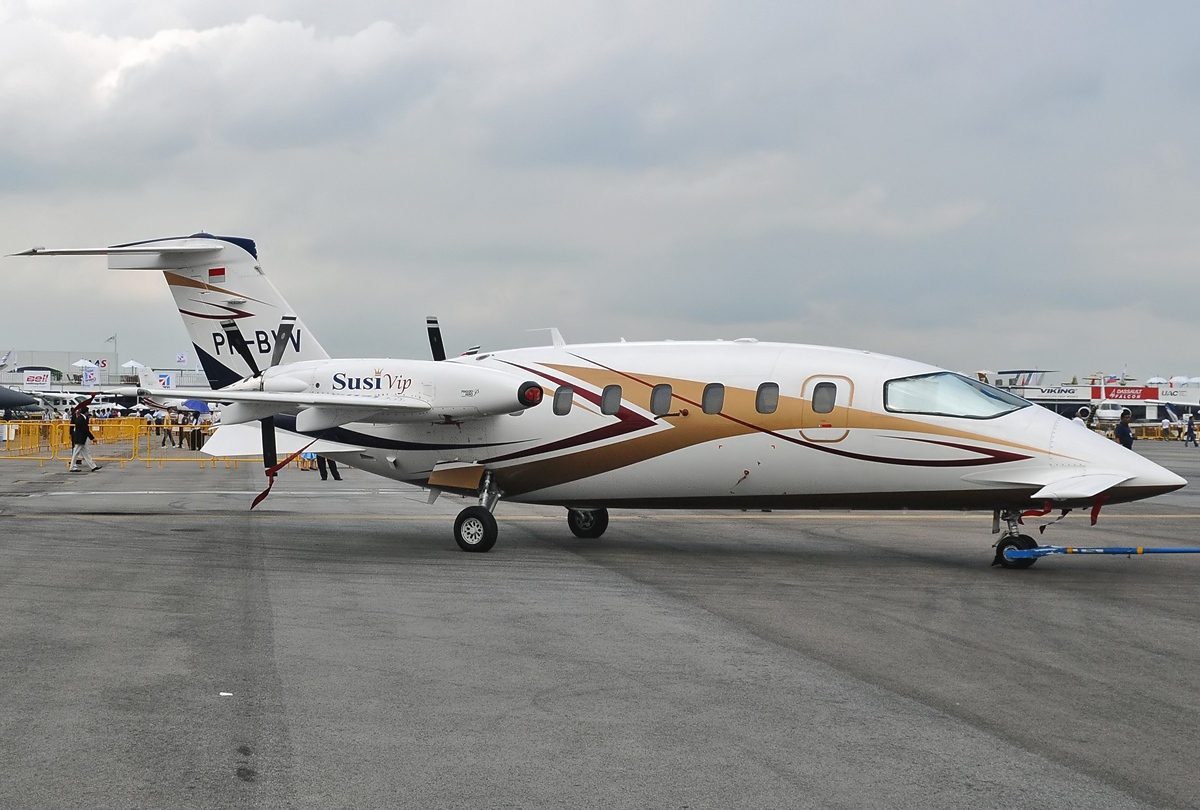
Piaggio P180 Avanti II

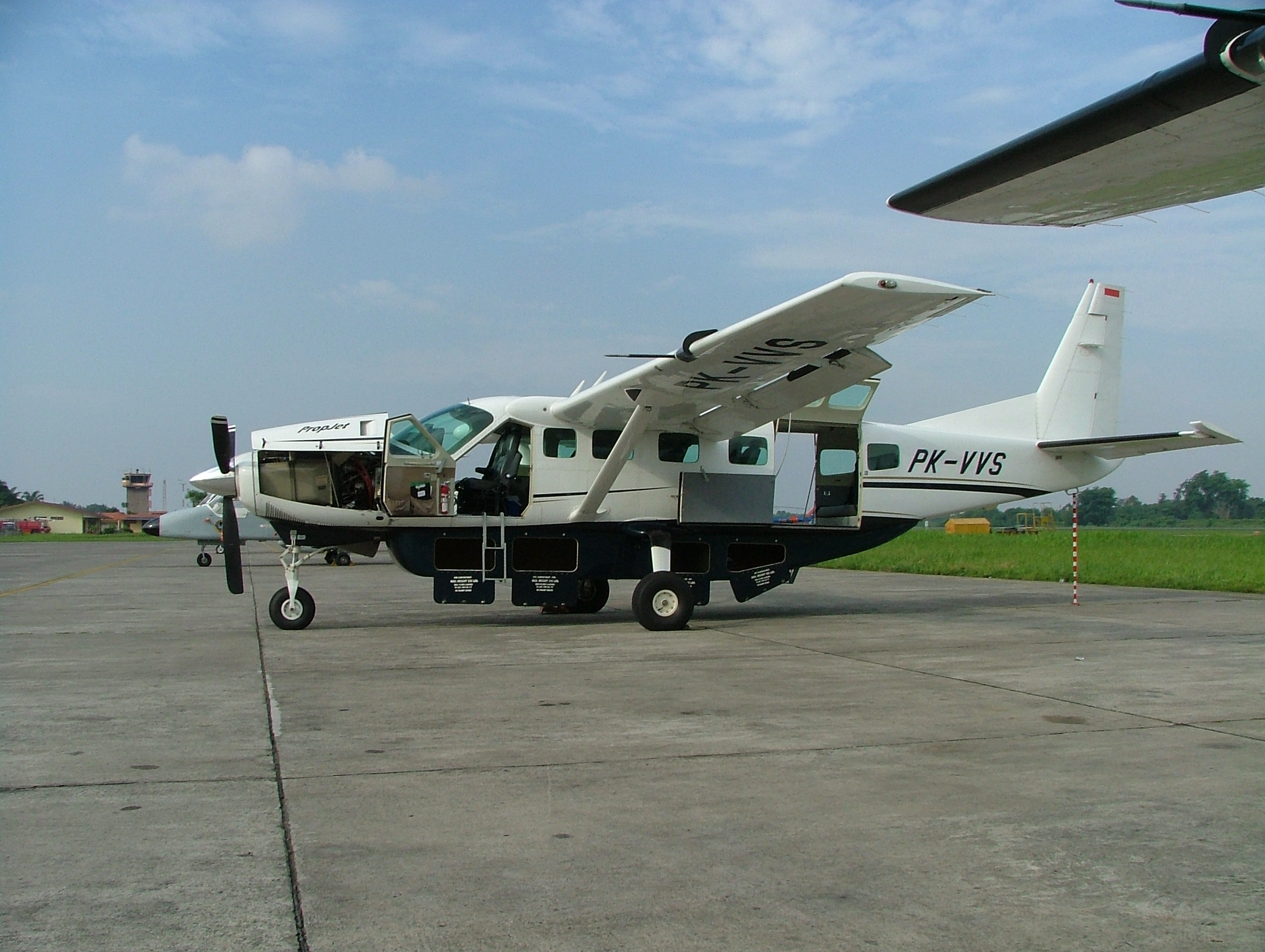
Cessna 208 Caravan

La Susi Air opera voli charter da quattro basi principali, Medan (Sumatra Settentrionale), Giacarta Orientale (Giacarta), Balikpapan (Kalimantan Orientale) e Jayapura (Papua). Opera voli regolari interni tra le varie regioni dell Indonesia.

## Flotta
Susi Air è il principale utilizzatore di Cessna Grand Caravan nell'area Asia Pacifica: questi aerei costituiscono la maggior parte della flotta:

## Incidenti
Nell'ottobre 2008, un Diamond DA40 (PK-VVL) della Susi Air effettuò un atterraggio d'emergenza sul poligono di tiro del centro di addestramento collinare della Fanteria dell'Esercito, a circa 40 chilometri dalla città di Bandung. Il pilota fu costretto all'atterraggio d'emergenza a causa della rottura della pompa del carburante. Nell'impatto con il terreno, l'elica rimase danneggiata. Oltre al pilota, a bordo del velivolo erano presenti anche due meccanici, per riparare un altro aereo rimasto fermo a terra all'aeroporto di Nusawiru.
Sull'incidente venne aperta un'indagine da parte dell'Indonesian National Transportation Safety Committee. L'indagine confermò che l'incidente fu causato dal mancato afflusso di carburante al motore a causa della rottura della pompa del carburante, ma portò anche alla luce il fatto che il pilota non era in possesso della licenza indonesiana di pilota. La Commissione, da una parte ammonì la Susi Air richiedendo assicurazione che i propri piloti fossero in possesso delle necessarie licenze di volo nazionali, dall'altra rivolse un invito alla Thielert, la ditta produttrice del motore, ad effettuare i necessari controlli in maniera da prevenire il verificarsi di simili incidenti.
Il 9 settembre 2011, un Cessna Grand Caravan (PK-VVE) venne distrutto a seguito di uno schianto nel distretto di Pasema, Indonesia. Entrambi i piloti perirono nell'incidente. L'aereo stava trasportando quattro barili pieni di Diesel ed alcune merci da Wamena ad un remoto villaggio senza arrivare a destinazione. I rottami vennero ritrovati sulle montagne nel distretto di Yahukimo.
Lo stesso giorno, il 9 settembre 2011, un altro Cessna Grand Caravan (PK-BVQ) finì erroneamente la sua corsa fuori pista presso l'aeroporto El Tari di Kupang, probabilmente a causa di una gomma che rimase a terra durante l'atterraggio. Il velivolo, all'arrivo del personale di terra, venne spinto via in maniera tale da poter riaprire la pista. Dalle immagini scattate, sembrerebbe proprio che il Cessna sia uscito di pista finendo la sua corsa nell'erba. L'incidente, tuttavia, causò la chiusura della pista per 50 minuti, costringendo due Boeing 737 a dirottare verso l'aeroporto di Makassar, Sulawesi.
Il 23 novembre 2011 un altro Cessna Grand Caravan (PK-VVG) si schiantò dopo una riattaccata all'aeroporto di Sugapa, Papua, causando la morte del copilota e gravi ferite al comandante, gli unici due a bordo del velivolo impiegato in un trasporto merci. L'incidente fu causato per evitare un pedone distratto che attraversava la pista del villaggio sulle montagne di Bintang, Papua Occidentale. Il comandante decise di riprendere quota ma la zona era circondata da alte montagne che resero impossibile una riattaccata sicura. L'esatta causa dell'incidente, tuttavia, fu determinata a seguito di indagini. Il National Transportation Safety Committee rilasciò il rapporto finale sull'incidente il 16 aprile 2013.
Il 25 aprile 2012 un Pilatus PC-6 Turbo Porter (PK-VVQ) si schiantò a Kalimantan Timur, nel Distretto di Melak, causando la morte del pilota e dei passeggeri, impegnati in una ricognizione aerea della zona. Alle 17:10 locali del 25 aprile si persero i contatti con il velivolo ed il giorno successivo vennero ritrovati i resti, a conferma del disastro.
Come conseguenza di questi incidenti, al personale in servizio presso l'ambasciata americana in Indonesia è proibito volare con Susi Air. Lo stesso vale per i funzionari del Governo australiano.

## Lista nera UE
Attualmente Susi Air è inserita nella lista delle compagnie aeree alle quali è proibito il sorvolo dei cieli dell'Unione Europea. Tale divieto è stato introdotto dalla Commissione Europea, in accordo con le autorità aeronautiche degli Stati membri, ritenendo Susi Air non in grado di soddisfare i requisiti minimi di sicurezza necessari per operare all'interno dell'Unione.